# Johnny Taylor
Pour les articles homonymes, voir Taylor.
Johnny Taylor, né le 4 juin 1974 à Chattanooga, dans le Tennessee, est un joueur américain de basket-ball. Il évolue au poste d'ailier fort.